# Dell Furano
Dell Furano (Nevada City, 1952–4 de septiembre de 2021) fue un empresario y ejecutivo de la industria musical estadounidense.

## Biografía

### Carrera
Furano nació en Nevada City, California, cerca del lago Tahoe. Tras licenciarse en Ciencias Políticas en la Universidad de Stanford en 1972, se asoció con Bill Graham, reconocido promotor de conciertos, para cofundar Winterland Productions, la cual se convirtió en la principal empresa de merchandising y licencias en los primeros tiempos de la industria de los conciertos. Graham y Furano vendieron Winterland Productions en 1985 a CBS Records y tres años después a MCA/Universal.
En 1993, se convirtió en el director general fundador de Sony Signatures, la división de licencias de productos de entretenimiento y productos de consumo de Sony Corporation. Allí dirigió los programas de licencias de merchandising de Columbia y Tri-Star Pictures, así como las ventas de conciertos y tiendas de numerosos artistas musicales de primer nivel. También dirigió el exitoso programa de mercadeo de Sony para la Copa del Mundo de 1998 en Francia, generando cifras récord de ventas en este rubro en dicho evento.
En 1999, fundó Signatures Network, Inc. y amplió la empresa para desarrollar la presencia de los músicos en Internet, incluyendo la gestión de sitios web oficiales, páginas de medios sociales, programas de entradas VIP y sitios de comercio electrónico. Live Nation adquirió Signatures Network en enero de 2008, y Furano se convirtió en el director general.
En 2014, Furano y su esposa Kym fundaron Epic Rights, una agencia de entretenimiento y empresa de gestión de marcas con sede en West Hollywood. Epic Rights ofrece servicios de gestión de marcas de celebridades, moda y estilo de vida, ventas de comercio electrónico, venta de entradas VIP, comunidades digitales de fanáticos y merchandising de giras mundiales.

### Últimos años y fallecimiento
Furano fue miembro de la junta directiva de la International Licensing Industry Merchandisers' Association (LIMA), la principal organización comercial del sector de las licencias a nivel mundial. Fue incluido en el Salón de la Fama de esta organización en 2017, siendo el primer miembro de la industria musical en ser incluido.
Falleció el 4 de septiembre de 2021. Artistas como Ozzy Osbourne y Paul Stanley manifestaron mensajes de condolencia a través de sus redes sociales.